# 광대역 ISDN
광대역 ISDN는 기존의 가입자선로를 이용한 64Kbps급 협대역 ISDN으로는 수용할 수 있는 채널의 대역폭에 제한이 있으므로 비교적 넓은 대역폭을 요구하는 영상 관련 서비스를 통합 제공하는데 문제가 따라서 광대역 ISDN은 광범위한 서비스 욕구를 채워줄 수 있는 통신망으로 최근 많은 관심을 받고 있다. 기본 전송 속도는 155.52 Mbps로, 고품질의 영상신호를 디지털로 전송할 수 있도록 선택된 값이다. 가입자와 망간의 접속은 155.52 Mbps 이외에도 정확히 4배인 622.08 Mbps 사용할 수 있다.

## 같이 보기
- 종합 정보 통신망